# Белокрылый дятел
Белокры́лый дя́тел (лат. Dendrocopos leucopterus) — птица семейства дятловых. Распространён в Средней Азии, Джунгарии и Кашгарии. Населяет приречные тугайные заросли, туранговые рощи, саксаульники среди пустынь. Возле населённых пунктов селится в смешанных насаждениях с участием ореховых и фруктовых деревьев. Имеет сходство с более известным и распространённым большим пёстрым дятлом и, по мнению ряда специалистов, возможно представляет собой группу его подвидов.
Ведёт обособленный образ жизни. Строго территориален, расстояние между соседними гнёздами составляет минимум 300—500 м.

## Описание
Размеры и пропорции сопоставимы с таковыми у большого пёстрого дятла. Длина 22—24 см, масса около 70 г. Клюв средней длины, прямой, на конце имеет форму долота. В оперении основные отличительные признаки — очень большие белые пятна на лопатках и крыльях, брюхо и подхвостье ярко-красные без буроватых или охристых оттенков. На лбу также большее развитие белого, чем у большого пёстрого дятла. В остальных деталях оперения эти два вида ничем не отличаются.
По степени развития белого цвета на маховых и рулевых выделяют два подвида: D. l. albipennis и D. l. jaxartensis. У первого сложенное крыло выглядит преимущественно белым, на котором присутствуют небольшие чёрные пятна; белый доминирует и на наружной паре рулевых. На крыле второй расы чёрный цвет, хоть и незначительно, но всё же превалирует над белым, чёрные полосы на наружных рулевых более широкие.
Обычно немногословная птица, однако в брачный период криклива. Основной крик — резкое и отрывистое «кик», как у большого пёстрого дятла.

## Распространение

### Ареал
Мозаично распространённый и в целом немногочисленный вид, но местами обычен. Область распространения — Средняя Азия, прилегающие районы северо-восточного Афганистана и западного Китая. На западе граница ареала с востока огибает Аральское море и проходит через западный Узбой, на востоке пролегает через хребет Богдошань (восточный Тянь-Шань), озеро Лобнор и западный Куньлунь. Северная периферия ареала находится большей частью в южном Казахстане: к северу до устья Сырдарьи, низовьев Чу и южного побережья Балхаша. Восточнее граница уходит в Китай, где на севере достигает хребтов Борохоро и Богдошань. К югу до подножия Копетдага (возможно до северной окраины Хорасана), северного подножия Паропамиза, северного подножия Гиндукуша, северного подножия западного Куньлуня, северного подножия хребта Алтынтаг.

### Места обитания
Встречается лишь там, где есть древесная растительность. Населяет равнинные тугаи по берегам рек, кишлачные сады с ореховыми и фруктовыми деревьями, рощи с доминированием туранги евфратской, в Западном Памире ивняки. В пустынной местности встречается в зарослях саксаула зайсанского и саксаула чёрного (Haloxylon aphyllum). Обычен в дельте Амударьи и долине Сырдарьи, нередко селится в городских садах. В нижнем течении Или гнездится в тугаях с примесью джидды, тальника и туранги ефратской. В горах населяет широколиственные леса с доминированием грецкого ореха и фруктовых деревьев, иногда с примесью ели и можжевельника. Более обычен на равнине и в долинах, на северных склонах Куньлуня встречается на высоте до 2500 м над уровнем моря.

## Размножение
По всей видимости, как и другие пёстрые дятлы, к размножению приступает к концу первого года жизни. Брачное возбуждение, сопровождаемое барабанной дробью, продолжается с середины февраля по июнь. Для стука выбирают не только традиционные сухие деревья, но и искусственные сооружения типа шестов радио-антенн. Гнездится раздельными парами на расстоянии 300—500 метров друг от друга. На небольших островках леса обитает, как правило, только одна пара; на более крупных могут соседствовать две пары на противоположных концах. Гнездо устраивают в дупле лиственных пород деревьев с мягкой древесиной — туранге ефратской, иве, абрикосовом дереве, яблоне, шелковице, вязе, грецком орехе, саксауле. В XIX веке был отмечен случай устройства гнезда на склоне песчаного холма. Высота дупла может доходить до 10 м от уровня земли, но обычно не превышает 2—2,5 метров. В целом, белокрылый дятел гнездится ниже, чем некоторые другие дятлы. Глубина дупла 34—49 см, диаметр дупла 9,5—17 см. Леток, как и горизонтальное сечение дупла, имеет слегка овальную форму; его диаметр (4,5—5) × (5—5,5) см. Чаще долбят свежее дупло, но известны случаи занятия прошлогодних либо дупел естественного происхождения. В последнем случае дно ниши и леток расширяются до необходимого размера. Строят оба члена пары, однако степень их участия требует дополнительного изучения. Яйца откладывают с конца марта до конца мая. В кладке 4-6, редко 7 яиц. Яйца белые с гладкой блестящей скорлупой, их размеры: (22—27) × (17—22) мм. В случае потери кладки самка откладывает повторно. Насиживание с последнего яйца в течение 12—13 (по другим данным, 13—14) дней, насиживают самец и самка. Птенцы появляются на свет голыми и беспомощными. Их в равной степени выкармливают оба родителя. Способность к полёту появляется в возрасте 20—21 дня. Массовый вылет птенцов сильно растянут во времени: в Казахстане в конце июня в нижнем поясе гор и с 20-х чисел июля в поясе лиственного леса, в Кыргызстане — в конце июля, в Таджикистане — в третьей декаде июня, в Туркменистане — в середине мая.

## Питание
Рацион изучен слабо. Известно, что в сезон размножения взрослые птицы питаются жуками и их личинками, муравьями, изредка моллюсками. Птенцов выкармливают в основном личинками короедов. В остальное время птицы кормятся семенами, грецкими орехами, мякотью плодов фруктовых деревьев — яблони, алычи и вишни. В поисках пищи много времени проводят на поверхности земли.